# رازوان كوتسيش
حالياً هو أحد لاعبي نادي النصر السعودي. لاعب يتمتع بمهارات كبيرة وسرعه فائقه وتسديد الكرات الثابتة الطول:1.81m

## وصلات خارجية
- رازوان كوتسيش على موقع الاتحاد الأوربي (الإنجليزية)
- رازوان كوتسيش على موقع اتحاد أوكرانيا (الإنجليزية)
- رازوان كوتسيش على موقع الدوري الأمريكي (الإنجليزية)
- رازوان كوتسيش على موقع قاعدة بيانات كرة القدم.إي يو (الإنجليزية)
- رازوان كوتسيش على موقع بيانات كرة القدم. دي إي (الألمانية)
- رازوان كوتسيش على موقع ناشيونال فوتبول تيمز (الإنجليزية)
- رازوان كوتسيش على موقع Soccerbase.com (لاعب) (الإنجليزية)
- رازوان كوتسيش على موقع Soccerway.com (الإنجليزية)
- رازوان كوتسيش على موقع عالم كرة القدم.نت (الإنجليزية)
- رازوان كوتسيش على موقع AS.com (الإسبانية)

- معلومات عن اللاعب